# Jan te Veldhuis
Arend Jan (Jan) te Veldhuis (Winterswijk, 14 maart 1947) is een voormalig politicus namens de VVD en momenteel lid van de Kiesraad. Te Veldhuis is 21 jaar lid geweest van de Tweede Kamer der Staten-Generaal.
Na het afronden van zijn gymnasium-a in 1966 ging Te Veldhuis rechten studeren in Utrecht, waar hij in 1972 afstudeerde in staats- en administratiefrecht. Na het afronden van zijn studie ging hij aan de slag als ambtenaar in de gemeente Vorden, en in 1975 werd hij hoofd algemene zaken bij het waterschap Zuiveringschap Limburg. In deze periode in Limburg was Te Veldhuis ook enige tijd lid van de gemeenteraad van Haelen.
In 1979 vertrok hij naar Zeeland, waar hij hoofd bureau milieuzaken werd bij de provincie, tot hij in 1982 gekozen werd in de Tweede Kamer. Aanvankelijk hield hij zich vooral bezig met milieu, visserij en waterstaat. Later werd hij eerste woordvoerder op het gebied van staatsrechterlijke onderwerpen en het Koninklijk Huis. Hij vervulde enige commissievoorzitterschappen, waaronder de Verenigde Staten-Generaalcommissie ter voorbereiding van de toestemmingswetten voor het huwelijk van de prinsen Maurits, Bernhard jr., Constantijn en Willem-Alexander.
Van 1998 tot 2003 was Te Veldhuis voorzitter van de vaste commissie voor Binnenlandse Zaken en Koninkrijksrelaties en daarvoor van de algemene commissie voor Europese Zaken en de commissie voor het onderzoek van de geloofsbrieven, alle van de Tweede Kamer.
Naast zijn politieke functies bekleedde Te Veldhuis ook enige bestuursfuncties. Na zijn vertrek uit de Kamer werd hij lid van onder meer het Bestuurlijk Platform de Bevelanden (2003), de Raad van Toezicht op de Luchtverkeersleiding Nederland (2004) en de Kiesraad (2005).
In 1995 werd Te Veldhuis benoemd tot ridder in de Orde van de Nederlandse Leeuw, en in 2003 in de Orde van Oranje-Nassau.
- Parlement.com: vg09llnh21wi